# 1990年バスケットボール女子アジア選手権
1990年バスケットボール女子アジア選手権（The 13th Basketball Asia Championship for Women）は、シンガポールで開催された第15回バスケットボールアジア選手権女子大会。3月12日から17日までの期間で開催された。
中国が2大会ぶり3度目の優勝を飾った。中国と韓国・日本は1990年世界選手権出場権を獲得した。

## 最終結果

### レヴェルI
| 順位 | 国         |
| ---- | ---------- |
| 1    | 中国       |
| 2    | 韓国       |
| 3    | 日本       |
| 4    | 中華台北   |
| 5    | マレーシア |

### レヴェルII
| 順位 | 国           |
| ---- | ------------ |
| 1    | 北朝鮮       |
| 2    | インド       |
| 3    | 香港         |
| 4    | インドネシア |
| 5    | スリランカ   |
| 6    | シンガポール |